# Institut d'études politiques d'Aix-en-Provence
Het Institut d'Études Politiques (IEP) d'Aix-en-Provence, ook bekend als Sciences Po Aix, is een Grande École voor sociale en politieke Wetenschappen in Frankrijk. Het is geassocieerd met de Universiteit Aix-Marseille, en het is onderdeel van een netwerk van 10 Institut d'Études Politiques (IEP) verdeeld over heel Frankrijk.

## Locatie
Sciences Po Aix is gehuisvest in een hôtel particulier, beschouwd als een Monument Historique, ontworpen door architect Georges Vallon in 1734. Het gebouw is gelegen aan de Place de l'Université ("Stadsplein van de Universiteit"), tegenover de Saint-Sauveur Khathedraal aan de rue Gaston de Saporta in Aix-en-Provence. Het gebouw was onderdeel van de voormalige Faculteit der Rechtsgeleerdheid van de Universiteit Aix-Marseille.

## Overzicht
Als Grande École is het toelatingsproces zeer selectief, minder dan 10% van de 10.000 kandidaten wordt jaarlijks toegelaten. Sciences Po Aix is gespecialiseerd in sociale en politieke wetenschappen, en daarmee het opleiden van de politieke, diplomatieke en zakelijke top van Frankrijk. Het instituut biedt cursussen aan in economie, geschiedenis, recht, internationale betrekkingen, sociale wetenschappen en bedrijfskunde.

## Geschiedenis
Sciences Po Aix werd opgericht in 1956. Het is de erfgenaam van de École Libre des Sciences Politiques, opgericht door Émile Boutmy in 1872, als antwoord op een behoefte aan hervorming van de maatschappij en de republikeinse staat die net was ontstaan, na de Frans-Pruisische oorlog van 1870.
In september 2007 werd Philippe Séguin (1943-2010), toenmalig voorzitter van de Franse Rekenkamer (in het Frans Cour des Comptes), verkozen tot voorzitter van de Raad van Bestuur van Sciences Po Aix, als opvolger van Jean-Paul Proust (1940-2010), minister van het Vorstendom Monaco. In juli 2010 werd de voormalige Franse minister van Economische Zaken en huidig directeur van het Internationaal Monetair Fonds (IMF), Christine Lagarde, sinds 2008 lid van de Raad van Bestuur en in 1977 afgestudeerd, tot voorzitter gekozen.

## Voorbereiding voor toelatingsexamens in het ambtenarenapparaat
Sciences Po Aix heeft ook een centrum om voor te bereiden op de zeer selectieve toelatingsexamens die de toegang geven tot verschillende Franse scholen gespecialiseerd in het opleiden van topambtenaren, bijv. de École Nationale d'Administration (ENA) en de École Nationale de la Magistrature (ENM, de opleiding van rechters). Andere scholen geven toegang tot leidinggevende posities binnen de overheid en het leger.
Deze voorbereidingen op een hoog niveau zijn contractueel overeengekomen met de betrokken ministeries en opleidingscentra.